# برمانة صفراء وبيضاء
برمانة صفراء وبيضاء (الاسم العلمي:Burmannia luteoalba) هي نوع من النباتات تتبع جنس البرمانة من الفصيلة البرمانية.